# Moermansk
Moermansk (Russisch: Му́рманск) is een stad aan de Moermankust van de Barentszzee in het uiterste noordwesten van de Russische Federatie. Moermansk is de hoofdstad van de gelijknamige bestuurlijke regio, de oblast Moermansk.

## Beschrijving
Moermansk is met 305.236 (2015) inwoners de grootste stad ter wereld boven de Noordpoolcirkel. Moermansk ligt op het schiereiland Kola en is een belangrijke marinebasis. Dit is omdat de haven het gehele jaar ijsvrij is door de warme Golfstroom.

## Geschiedenis
Moermansk werd gesticht in 1915 tijdens de Eerste Wereldoorlog. In het conflict had Rusland militaire hulp nodig vanuit het westen. De Oostzee was geblokkeerd en Moermansk was het gehele jaar ijsvrij. De stad werd met een spoorlijn verbonden met de rest van het land en de hulpgoederen konden het front bereiken. Na de Oktoberrevolutie kwam hieraan een einde. In de Russische Burgeroorlog (1917-1922) werd de stad tijdelijk door geallieerde troepen bezet om te voorkomen dat de voorraden militair materieel in handen van de Duitsers zouden vallen. In 1919 trokken zij zich terug en de communisten gebruikten de spoorlijn en haven om de natuurlijke hulpbronnen van Kola te exploiteren waarbij het gebruik van gevangenen niet werd geschuwd. Nieuwe steden als Montsjegorsk en Kirovsk werden gesticht.
Tijdens de Tweede Wereldoorlog speelde Moermansk weer een belangrijke rol. Na de Duitse inval besloten de geallieerden de Sovjet-Unie wederom te steunen met militaire hulp. De twee noordelijke havens Archangelsk en Moermansk speelden hierbij een sleutelrol. In de tweede helft van 1941 vielen de Duitsers en Finnen ook in het noorden van Kola aan. Zij wilden de nikkelmijnen van Petsamo veroveren en de haven van Moermansk, maar Operatie Silberfuchs was geen succes. Moermansk werd in de oorlog veelvuldig gebombardeerd en de schade aan de stad was vergelijkbaar met die van Leningrad en Stalingrad. Moermansk had als grote voordelen boven Archangelsk dat de haven het gehele jaar ijsvrij was en de zeereis 450 zeemijl korter, maar als belangrijk nadeel dat het veel dichter bij de frontlijn lag. Pas met Operatie Kirkenes-Petsamo in oktober 1944 werden de Duitsers uit het noorden van Finland en Noorwegen verdrongen.

## Naam
De stad werd in 1916 gesticht onder de naam Romanov-aan-de-Moerman (Рома́нов-на-Му́рмане - Romanov-na-Moermane), wat na de Oktoberrevolutie van 1917 verkort werd tot Moermansk (Му́рманск). Met het woord oerman (у́рман) – later moerman (му́рман) – verwezen de Russen naar de Noormannen. De Barentszzee werd vroeger Moermanskoje more (Му́рманское мо́ре), ‘Noormannenzee’ genoemd. Men kan dus zeggen dat de naam voor het kustgebied overgedragen is op de later gestichte stad.

## Klimaat
De stad kent een subarctisch zeeklimaat met lange koude winters en korte koele zomers. Het weer wordt beïnvloed door de ligging aan de kust, de toestroom van luchtmassa's vanuit het noorden van de Atlantische Oceaan en de geringe instraling van de zon. De temperatuur varieert van een minimum van -14,8 °C in januari tot maximaal +17,5 °C in juli. Jaarlijks valt er gemiddeld ongeveer 447 mm neerslag.
| Maand                               | jan   | feb   | mrt   | apr  | mei | jun  | jul  | aug  | sep | okt  | nov  | dec   | Jaar |
| ----------------------------------- | ----- | ----- | ----- | ---- | --- | ---- | ---- | ---- | --- | ---- | ---- | ----- | ---- |
| Gemiddeld maximum (°C)              | −8,3  | −8,0  | −3,2  | 1,4  | 7,5 | 14,0 | 17,5 | 15,2 | 9,6 | 4,4  | −2,6 | −6,2  | 3,3  |
| Gemiddeld minimum (°C)              | −14,8 | −14,3 | −10,3 | −5,0 | 0,8 | 5,8  | 8,9  | 7,8  | 4,4 | −1,1 | −7,7 | −12,3 | −3,1 |
|                                     |       |       |       |      |     |      |      |      |     |      |      |       |      |
| Neerslag (mm)                       | 28    | 19    | 17    | 19   | 27  | 51   | 62   | 64   | 50  | 40   | 39   | 32    | 447  |
| Bron: Wetterkontor: Weer en klimaat |       |       |       |      |     |      |      |      |     |      |      |       |      |

## Milieuvervuiling
Sinds de ineenstorting van de Sovjet-Unie in 1991 lag een deel van de Russische oorlogsvloot afgedankt en verwaarloosd in en om de haven. Daardoor ontstond chemische en nucleaire vervuiling. Er was lang geen geld (of geen wil) om dit aan te pakken. Bijkomend probleem is dat het gebied ecologisch gezien erg arm is. Door het soms barre weer is herstel door de natuur een zaak van zeer lange adem. Onder meer Noorwegen gaf financiële steun om schepen op te ruimen en zo verdere vervuiling te voorkomen.

## Bezienswaardigheden

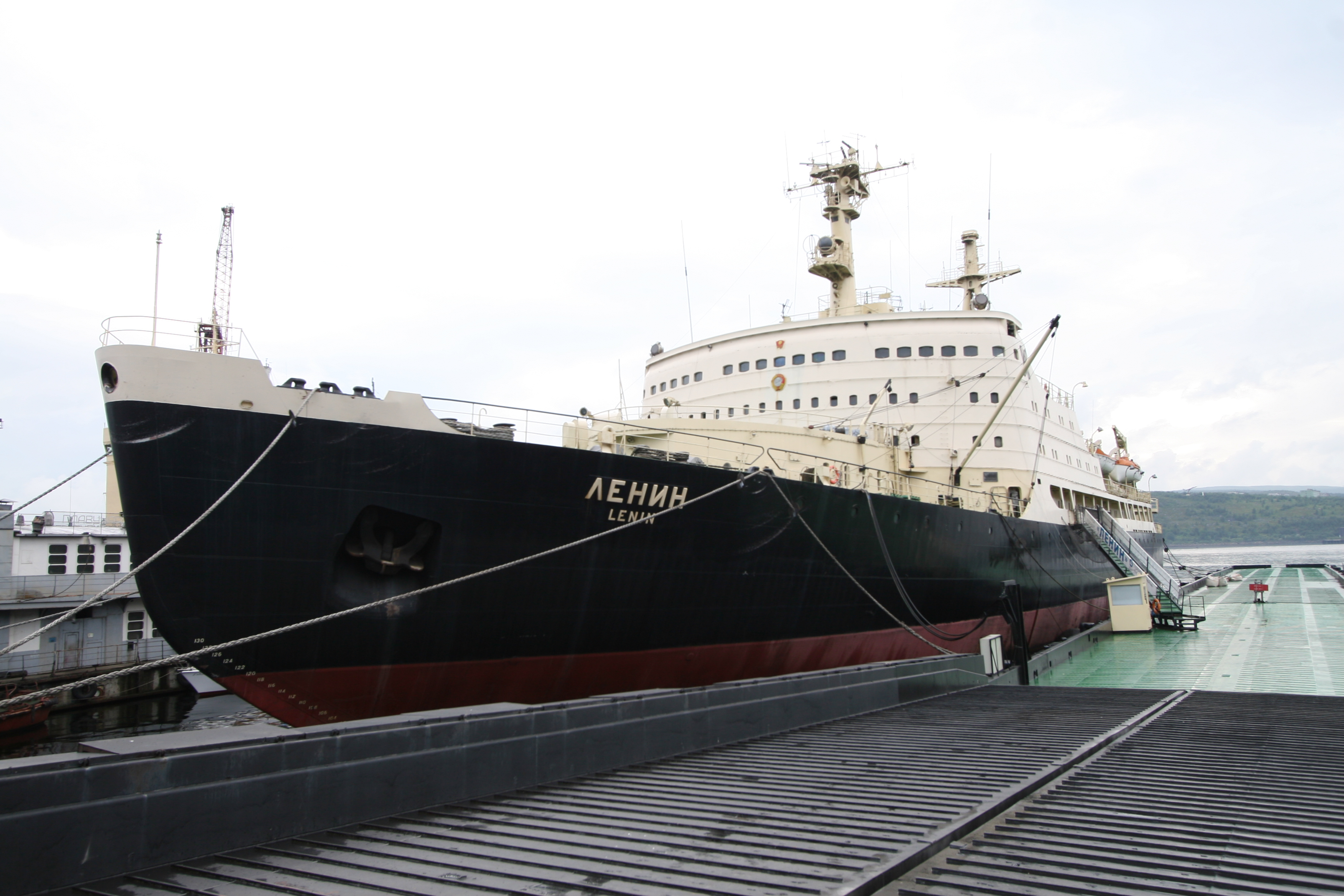
Atoomijsbreker Lenin

Het Aljosja-monument herdenkt de verdedigers van Moermansk in de Tweede Wereldoorlog. Voor het beeld bevindt zich het graf van een onbekende soldaat. Het beeld is gemaakt van beton en is 35 meter hoog. Het werd in 1974 geplaatst.
In Moermansk zijn diverse musea, waaronder een museum over de lokale geschiedenis. Het werd in 1926 geopend en is het oudste in de regio. In 1989 werd een kunstmuseum geopend, het enige boven de poolcirkel. Veel schilderijen zijn gemaakt door lokale artiesten. In 1946 werd een maritiem museum geopend over de Noordelijke Vloot. Het ontstaan, opbouw en de rol tijdens en na de Tweede Wereldoorlog worden er belicht. Een scheepvaartmuseum geeft een overzicht van de ontwikkeling van Russische ijsbrekers en nucleair aangedreven schepen in het algemeen. De oude atoomijsbreker Lenin heeft een museale status en is te bezoeken.

## Transport
De R-21 of Kola is een federale autoweg die Sint-Petersburg verbindt met Moermansk. Deze weg is 1435 kilometer lang. Een treinreis van Sint-Petersburg naar de stad duurt 27 uur. De luchthaven van de stad (Russisch: Аэропо́рт Му́рманск of Аэропорт Мурмаши) ligt 24 kilometer ten zuiden van het stadscentrum. Er zijn vluchten naar diverse binnenlandse bestemmingen, maar ook naar Noorwegen en Finland. In 2010 maakten 500.000 passagiers gebruik van de terminal. De startbaan heeft  een lengte van 2500 meter.

## Stedenbanden
Moermansk heeft stedenbanden met:
- Akureyri (IJsland), sinds 14 oktober 1994
- Groningen (Nederland), sinds 20 juni 1989
- Jacksonville (Verenigde Staten), sinds 14 juli 1975
- Luleå (Zweden), sinds 26 maart 1972[2]
- Rovaniemi (Finland), sinds 23 april 1962
- Szczecin (Polen), sinds 8 april 1993
- Tromsø (Noorwegen), sinds 10 juli 1972
- Vadsø (Noorwegen), sinds 30 april 1973

## Geboren
- Larisa Kroeglova (1972), sprintster
- Denis Jevsejev (1973), schaker
- Zlata Ohnevytsj (1986), Oekraïense zangeres
- Valentina Goenina (1989), schaakster
- Vitali Zdorovetski (1992), internetkomiek

Bestuurlijk centrum: Moermansk

Apatity · Gadziejevo · Kandalaksja · Kirovsk · Kola · Kovdor · Montsjegorsk · Olenogorsk · Ostrovnoj · Poljarny · Poljarnye Zory · Severomorsk · Snezjnogorsk · Zaozjorsk · Zapoljarny
Fort Brest · Kertsj · Kiev · Leningrad · Minsk · Moermansk · Moskou · Novorossiejsk · Odessa · Sebastopol · Smolensk · Stalingrad · Toela